# Tutto è possibile (album)
Tutto è possibile è il primo album in studio del gruppo musicale italiano Finley, pubblicato il 31 marzo 2006 dalla EMI.

## Descrizione
L'album è stato registrato e missato da Daniele Persoglio e presenta sedici brani, otto in italiano ed altrettanti in inglese.
Nell'estate dello stesso anno è stata commercializzata un'edizione speciale contenente la bonus track Dentro alla scatola con Mondo Marcio. Il 24 novembre 2006 è invece uscita un'ulteriore edizione per celebrare la vittoria agli MTV Europe Music Awards 2006 come migliore artista italiano, con l'aggiunta delle cover di Fat Lip dei Sum 41, Shut Up! dei Simple Plan e St. Jimmy dei Green Day, nonché un DVD con tutti i videoclip e altri contenuti.

## Tracce
Testi e musiche di Carmine Ruggero, Marco Pedretti, Danilo Calvio e Stefano Mantegazza.

### Edizione standard
1. Tutto è possibile – 3:27
2. Sole di settembre – 3:42
3. Fumo e cenere – 3:13
4. Addio – 2:54
5. Diventerai una star – 3:06
6. Per sempre – 3:45
7. Scegli me – 3:36 (Finley, Max Pezzali)
8. Sirene – 3:30
9. Run Away – 3:11
10. Make Up Your Own Mind – 3:26
11. Ray of Light – 3:42
12. Grief – 3:30
13. Dollars & Cars – 3:10
14. Goodnight – 3:50
15. In My Arms Again – 3:36
16. Siren – 3:44

Traccia bonus nell'edizione speciale
1. Dentro alla scatola (Finley vs Mondo Marcio) (Hardpop Version)

Special Double Disc
- CD

1. Tutto è possibile – 3:27
2. Sole di settembre – 3:42
3. Fumo e cenere – 3:13
4. Addio – 2:54
5. Diventerai una star – 3:06
6. Per sempre – 3:45
7. Scegli me – 3:36 (Finley, Max Pezzali)
8. Sirene – 3:30
9. Dentro alla scatola (con Mondo Marcio)
10. Fat Lip – originariamente interpretata dai Sum 41
11. Shut Up! – originariamente interpretata dai Simple Plan
12. St Jimmy – originariamente interpretata dai Green Day
13. Run Away – 3:11
14. Make Up Your Own Mind – 3:26
15. Ray of Light – 3:42
16. Grief – 3:30
17. Dollars & Cars – 3:10
18. Goodnight – 3:50
19. In My Arms Again – 3:36
20. Siren – 3:44

- DVD

1. Make Up Your Own Mind
2. Tutto è possibile
3. Diventerai una star
4. Dentro alla scatola
5. Sole di settembre
6. Fumo e cenere
7. Fumo e cenere (Makin')
8. Pedrokastedani
9. Finley Live @ MTV
10. Photoslider

## Formazione
Gruppo
- Marco "Pedro" Pedretti – voce principale
- Carmine "Ka" Ruggiero – chitarra, pianoforte, voce
- Stefano "Ste" Mantegazza – basso, voce
- Danilo "Dani" Calvio – batteria, voce

Produzione
- Claudio Cecchetto – produzione
- Pier Paolo Peroni – produzione
- Daniele Persoglio – registrazione, missaggio